# Villablanca
Villablanca község Spanyolországban, Huelva tartományban. Villablanca Isla Cristina, Ayamonte és Lepe községekkel határos. Lakosainak száma 2979 fő (2024).

## Népesség
A település népessége az utóbbi években az alábbiak szerint változott:
| Lakosok száma | 2060 | 2222 | 2419 | 2793 | 2916 | 2958 | 2801 | 2848 | 2911 | 2979 |
|               | 2001 | 2004 | 2006 | 2009 | 2011 | 2014 | 2016 | 2019 | 2021 | 2024 |